# Fußball-Bundesliga/Rekorde/1. FC Saarbrücken
Der Artikel Fußball-Bundesliga/Rekorde/1. FC Saarbrücken listet die vereinsspezifischen Rekorde des 1. FC Saarbrücken auf, die mit Bezug auf die Zugehörigkeit zur deutschen Fußball-Bundesliga gehalten werden.
Der Verein ist aktuell kein Bundesligist (Stand: Saison 2025/26).
Siehe auch: 

## Vorbemerkung
Es besteht eine Unterteilung zwischen Positiv- und Negativrekorden sowie vereinsinternen Bestmarken. Weitere Rekorde, die dem Verein nicht zuzuordnen sind, werden im Hauptartikel unter „Allgemein“ gelistet. Dort bestehen zudem die Rubriken „Trainerspezifische Rekorde“, „Schiedsrichterspezifische Rekorde“ sowie „Sonstige Rekorde“. Es besteht außerdem die Möglichkeit „In nächster Zeit möglicherweise fallende Bestmarken“ im unteren Bereich der Hauptseite festzuhalten, bzw. die neuen Rekorde an die passenden Stellen einzusortieren. Wenn möglich, wird zu einem Positivrekord auch der Negativrekord als Gegenstück gelistet (und andersrum). Die Liste erhebt keinen Anspruch auf Vollständigkeit.

## 1. FC Saarbrücken
Aktuelle Platzierung in der Ewigen Tabelle der Fußball-Bundesliga: Platz 38 von 58 (Stand: 34. Spieltag 2024/25)

### Positivrekorde
- jüngste Person, die je die Trainerfunktion bei einem Spiel innehatte (Interims- und/oder Cheftrainer): Bernd Stöber (24 Jahre und 47 Tage, als Interimstrainer, bei der 1:5-Niederlage beim 1. FC Köln, am 23. Oktober 1976)[2][3]

### Negativrekorde
- erster Tabellenletzter der Bundesligageschichte: nach dem 1. Spieltag 1963/64 (nach einer 0:2-Niederlage gegen den 1. FC Köln, gemeinsam mit dem VfB Stuttgart)[4][5]
- erster Trainer eines Tabellenletzten der Bundesligageschichte: Helmut Schneider (nach dem 1. Spieltag 1963/64, nach einer 2:0-Niederlage gegen den 1. FC Köln, gemeinsam mit Kurt Baluses vom VfB Stuttgart)[6][4][5]
- erster Verein, der in einem Spiel keinen Treffer erzielte: bei der 0:2-Niederlage gegen den 1. FC Köln (am 1. Spieltag 1963/64, gemeinsam mit dem VfB Stuttgart)[7][8]
- meiste Spiele, ohne dass einmal gewonnen wurde: 12 (gewann erstmals am 13. Spieltag 1963/64)[9]
- wenigste Punkte nach 9 Spieltagen: 1 (1963/64; gemeinsam mit Greuther Fürth 2021/22, und dem VfL Bochum, 2024/25, Stand: 9. Spieltag 2024/25)[10]
- wenigste Punkte nach 10 Spieltagen: 1 (1963/64; gemeinsam mit Greuther Fürth 2021/22, Stand: 11. Spieltag 2024/25)[10][11]
- meiste Gegentore nach 10 Spieltagen: 35 (1963/64)[12][13]

### Vereinsintern
- Rekordspieler: Egon Schmitt (68 Einsätze)[14]
- Rekordtorhüter: Dieter Ferner (62 Einsätze)[14]
- Rekordtorschütze: Roland Stegmayer (19 Tore)[15]
- höchster Sieg: 6:1 (gegen den FC Bayern, am 30. Spieltag 1976/77)[16][17]
- längste Zeit ohne Torerfolg: 964 Minuten (9 Spiele in Folge, 1992/93)[18]